# زومبا
زومبا هو برنامج لياقة بدنية كولومبي أحدثه بيتو بيريز في التسعينات، ويعتمد على الرقص اللاتيني و التمارين الرياضية.
و يتلقى حوالي 14 مليون شخص دروسا أسبوعية في الزومبا في 14 ألف مكان في ما يفوق 150 دولة
وقد ابتدأت عام 1990 وكانت على يد الكولومبي البيرتو بيريز "بيتو"
وهي حركات رقص لاتينية تمثل مجموعة من أنواع الرقص اللاتيني (كالسامبا– سالسا-ريقيتون-كومبيا– ميرينغي– بيلي دانس) وهي من أسرع أنواع التمارين الرياضية انتشارا في العالم، وهي عبارة عن مجموعة من الرقصات لكل رقصة تصميم معين على إيقاع الألحان اللاتينية
وبإمكان الزومبا حرق ما بين 500 إلى 800 سعرة حرارية في الساعة، بإلإضافة إلى أنها تقضي على الاكتئاب.

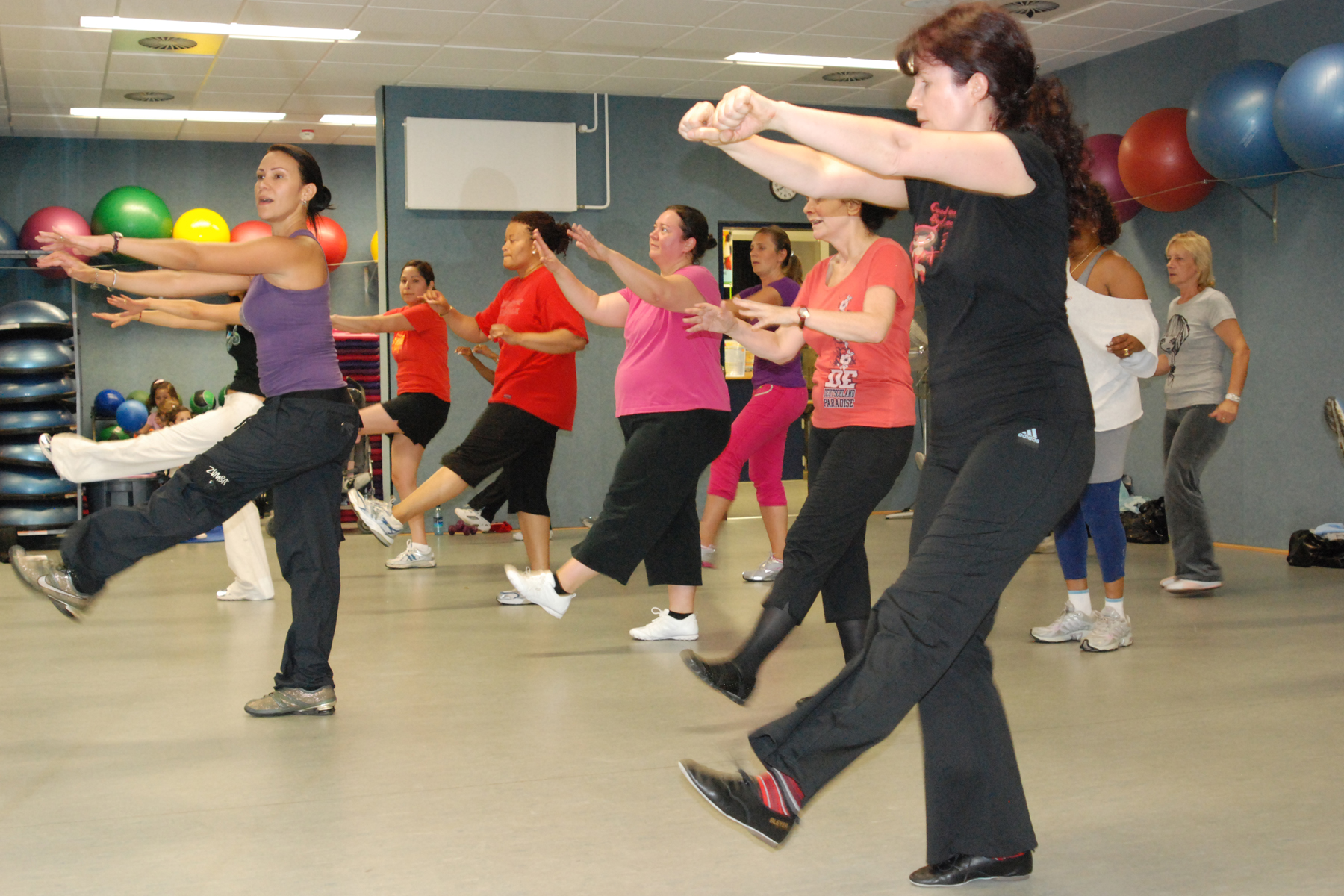
حصة تمرين زومبا.

## الملابس والمعدات لممارسة الزومبا
قائمة الملابس والمعدات اللازمة لممارسة برامج الزومبا تشتمل على الكثير من الاشياء لكن العامل الرئيسي لاختيار الملابس هو الراحة التامة أثناء ممارسة الزومبا باعتبارها رياضة أو برنامج بدني يتطلب جهد عالي وبالتالي الحصول على أفضل النتائج.
قامت الشركات المنتجة لمعدات الزومبا بالكثير من الأبحاث للوصول إلى أفضل المنتجات فمثلا منسوجات ملابس الزمبا يجب أن تكون ماصة للعرق وبنفس الوقت لديها القدرة على تمرير الهواء للجسم وبالتالي لاتكتم عمل المسامات اما بخصوص الاحذية فتدخل مسئلة عدم تعريض الشخص الممارسة للزومبا لخطر الانزرلاق أو ألتواء القدم فيها كعنصر أساسي، هنالك الكثير من المنتجات التي تنتج خصيصا لممارسة الزومبا أو من الممكن ارتداء ملابس واحذية لرياضات أخرى مع الاخذ بنظر الاعتبار موضوع الملائمة والراحة والحماية.
ملابس الجزء العلوي من الجسم وتشمل:
- الفانيلة المفتوحة Tank Tops
- التي شيرت
- بلايز الصدرية Bra Tops

ملابس الجزء السفلي للجسم:
- سروال التمرين ضيق الارجل Cascade Capris
- السروال المطاطي Seamless Leggings
- سروال الجاز Jazz Pants
- سروال الرياضة الواسع (ثلاث ارباع) Flare Capris

الاحذي الخاصة بالزومبا:
هنالك احذية مخصصة للزومبا كاحذية شركة زومبا Zumba  نفسها أو احذية شركة Amalgam وتعتبر أفضل الخيارات لممارسة الزومبا لخفة وزنها وكونها لاتحبس الهواء (تتنفس) بالإضافة لمناسبتها التامة للرجل ولكون أسفل الحذاء لاينزلق.